# Trešnjevica (Sjenica)
Trešnjevica (Servisch cyrillisch Трешњевица) is een plaats in de Servische gemeente Sjenica. De plaats telt 97 inwoners (2002).